# Istruzione in Corea del Sud
L'istruzione in Corea del Sud è regolata dal Ministero dell'Istruzione ed è ampiamente suddivisa in istruzione della prima infanzia, istruzione primaria, istruzione secondaria, istruzione superiore e istruzione permanente. L'obbligo scolastico dura 9 anni e riguarda la fascia di età compresa tra 7 e 16 anni.
Il sistema scolastico è un sistema 6 · 3 · 3 · 4, che è un sistema a una linea che consente a tutti gli studenti di seguire lo stesso sistema scolastico. 
A causa del grande entusiasmo educativo, quasi tutti gli studenti frequentano le scuole elementari, medie e superiori e il tasso di ingresso all'università raggiunge il 67%. L'istruzione coreana è stata criticata per quasi 40 anni come un'istruzione orientata all'entrata che mette gli studenti in una competizione senza fine, che spesso influiva anche nel numero di casi di suicidio, uno dei più alti al mondo assieme alla Lituania: in Corea del Sud, quarantaquattro persone si tolgono la vita ogni giorno, e il suicidio è la prima causa della morte per i giovani e le persone fino ai 40 anni. Tutti i governi hanno spesso cercato di riformare l'educazione per migliorarla, ma nessuno ha risolto il problema in modo fondamentale. È stato anche sottolineato il problema del 70% degli studenti coreani che diffidano dell'istruzione pubblica e ricevono un'istruzione privata. A causa del basso tasso di natalità, il numero di studenti nel 2017 è diminuito significativamente rispetto al 1980.

## Storia dell'istruzione formale

### Fino al XIX secolo
Le prime tracce d'istruzione formale risalgono al 372 a.c, con la fondazione della Taehak (태학?, 太學?), una delle prime istituzioni scolastiche dell'era Goguryeo. Il programma consisteva nel coltivare la morale degli studenti e nell'educarli in base al Confucianesimo e al Buddismo. Le scuole moderne introdotte nel XIX secolo comprendevano scuole pubbliche e private fondate dai missionari cristiani occidentali. Dopo la liberazione da 35 anni di dominio coloniale giapponese nel 1945, venne istituita la base per una istruzione democratica. L'istruzione in Corea subì numerose trasformazioni e sviluppi, ma il governo scelse la direzione per una formazione democratica, espandendo l'istruzione di base per migliorare la democrazia.

### L'istruzione democratica nel 1945-1950
Al fine di fondare un'istruzione democratica, nel 1945 furono create nuove politiche educative dirette verso i seguenti obiettivi:
- La creazione e distribuzione dei libri di testo della scuola primaria
- Riforma del sistema scolastico seguendo il modello 6-3-3-4 (6 anni di elementari, 3 di medie, 3 di scuola superiore e 4 di università)
- Corsi di alfabetizzazione per gli adulti e corsi supplementari per gli insegnanti
- Incremento delle opportunità educative per l'istruzione superiore

### Migliorie all'istruzione nel 1960-1975
A causa della rapida crescita economica, nacquero molti problemi come la mancanza di insegnanti qualificati, mancanza di strutture scolastiche e forte competizione per l'entrata nelle università.
Quindi furono stabilite varie riforme per stabilizzare la situazione, tra cui:
- Abolizione del test di ingresso per le scuole medie
- Migliorie al sistema universitario
- Introduzione di un test di ingresso standard per tutte le università
- Corsi supplementari di due anni per gli insegnanti delle scuole primarie
- Corsi supplementari per gli insegnanti delle scuole secondarie

### Innovazioni del 1990
Fu introdotto il concetto di istruzione primaria, istruzione secondaria e istruzione superiore. Il programma scolastico precedente venne sostituito dalla  "legge sull'Istruzione di base", dalla "legge sull'istruzione primaria e secondaria" e dalla "legge sull'istruzione superiore": le prime due erano dedicate alle problematiche delle scuole primarie e secondarie, mentre l'ultima alle università. Vennero fondati ufficialmente i seguenti tipi di scuola (primaria e secondaria): 
- Scuola d'infanzia
- Scuola primaria
- Scuola media
- Scuole superiore
- Scuola speciale, dedicata a studenti portatori di handicap gravi[8]
- Scuole varie (scuole guida, scuole internazionali, scuole professionali)

Per l'Istruzione superiore vennero fondate ufficialmente:
- Università
- Università industriali
- Università per l'insegnamento
- Università tecniche

## Struttura degli studi
L'ordinamento coreano prevede diversi livelli di studio. 
Nota: L'età nelle parentesi è quella coreana: viene contato come primo anno di età il periodo che va dal concepimento alla nascita. Quelli successivi si contano sempre a partire dal primo di gennaio, indipendentemente dalla propria data di nascita effettiva, quindi in Corea un neonato appena nato ha già un anno di età.

### Cicli d'istruzione scolastica
- Nido d'infanzia per bambini dai 3 mesi ai 3 anni, non obbligatorio (1-4 anni)
- Scuola dell'infanzia per bambini dai 4 ai 6 anni, non obbligatoria (5-7)
- Scuole del primo ciclo di istruzione: 
  - Scuola primaria per bambini dai 7 ai 12 anni, obbligatoria (8-13), della durata di sei anni. Obbligatoria per tutti i ragazzi che abbiano compiuto sette anni di età (età internazionale)
- Scuole del secondo ciclo di istruzione: 
  - Scuola secondaria di primo grado per ragazzi dai 13 ai 15 anni (14-16), della durata di tre anni, obbligatoria per tutti i ragazzi che abbiano concluso il percorso della scuola primaria)
  - Scuola secondaria di secondo grado per ragazzi dai 16 ai 18 anni (17-19), non obbligatoria
- Università della durata di 4 anni, non obbligatoria

## Istruzione primaria
L'Istruzione primaria in Corea è gratuita e obbligatoria; fornisce un'educazione rudimentale ma necessaria per l'istruzione dei ragazzi. Il tasso d'iscrizione nelle scuole primarie è del 99,99% e la pressione sociale per l'avanzamento nei cicli scolastici è molto alta. C'è stato un incremento nel numero di studenti grazie anche alle migrazioni dalle campagne verso le città, in continuo aumento dal 1974.
La scuola primaria dura 6 anni; ogni classe ha un solo insegnante che insegna tutte le materie, tranne lingue straniere ed educazione fisica, che hanno insegnanti a parte. 
Il semestre inizia di solito a marzo, e ci sono vacanze estive a luglio e agosto, e vacanze invernali a dicembre e gennaio, per poi lavorare o laurearsi a febbraio dell'anno successivo. Il tempo per frequentare la scuola è alle 8:30 e la prima lezione inizia alle 9:10. Ogni lezione dura 40 minuti e la pausa è di 10 minuti. Il tempo massimo della lezione è di 6 lezioni. Gli studenti trascorrono la maggior parte del tempo a scuola nelle loro classi. Le lezioni si svolgono 5 giorni a settimana dal lunedì al venerdì. La scuola elementare di 1 ° e 2 ° grado termina alle 13:00, la 3 ° e la 4 ° elementare alle 14:00 e la 5 ° e 6 ° elementare alle 15:00. Con l'aumentare del numero di coppie sposate, il numero di genitori che non sono riusciti a trovare un posto dove lasciare i propri figli alle 14-18 è aumentato. Di solito scelgono di diventare "accademici" o di lasciare il lavoro e diventare "donne in carriera". Come contromisura contro questo, il governo sta valutando di aumentare il numero di ore di scuola elementare.
L'82,3% degli studenti delle scuole elementari riceve tutoraggio privato e spende in media 300.000 won al mese come insegnamento privato
Le materie che vengono insegnate alle elementari sono:
- Lingua coreana
- Etica o educazione morale
- Studi Sociali
- Matematica
- Scienze
- Educazione fisica
- Arte
- Musica
- Lingua straniera (inglese)
- Arti pratiche

## Istruzione secondaria

### Medie
Le medie iniziano quando gli studenti hanno circa 12 anni e durano per 3 anni. Le medie sono gratuite in Corea e hanno sia materie obbligatorie sia materie a scelta.
Il programma consiste in matematica, lingua coreana, lingua inglese, studi sociali, scienze, arte e materie opzionali come informatica o economia domestica.
La scuola inizia verso le 8:00 e finisce alle 15:00; ogni lezione dura circa 45 minuti.
La pressione sugli alunni è molto alta e c'è molta competizione per entrare nelle scuole superiori migliori. 
Infatti, per entrare nella scuola superiore desiderata vengono considerati l'intero percorso dello studente e l'esame finale. 
Molti studenti vanno a scuole di ripetizione private dopo le lezioni, proprio per riuscire ad entrare in una scuola prestigiosa. 
Lo stress è molto alto, tanto che il tasso dei suicidi fra i giovani in Corea del Sud è tra i più alti nei Paesi sviluppati.

### Superiori
Le superiori durano tre anni, richiedono il pagamento dell'iscrizione e, anche se non sono obbligatorie, il 97% degli studenti coreani si diploma. L'ammissione dipende dal tipo di scuola, ma generalmente viene utilizzato un sistema di "lotteria" per distribuire gli studenti in modo equo nelle regioni, in base ai risultati accademici precedenti. Il programma è fornito dal Ministero dell'Istruzione e durante il primo anno contiene dieci materie obbligatorie e dieci materie a scelta. Le materie obbligatorie sono: linguistica coreana, educazione morale, studi sociali (che include la storia coreana), matematica, scienze, informatica, economia, musica, arte e inglese.
Generalmente le lezioni iniziano alle 8:00 e finiscono alle 16:00; ogni lezione ha la durata di 50 minuti.
Molti studenti rimangono a scuola fino alle 21:00 per studiare, a causa dei test di ingresso molto difficili delle università.
Ci sono vari tipi di scuole superiori: 
- Scuole superiori generali: forniscono una conoscenza di base in materie diverse, gli studenti sono scelti in base ai loro percorsi scolastici e ai loro risultati nei test d'ingresso.
- Scuole superiori a indirizzo specifico: provvedono a insegnare percorsi specifici e si dividono in[17]:
  - Licei artistici
  - Licei linguistici
  - Liceo sportivi
  - Licei scientifici
  - Liceo internazionali
  - Licei industriali
  - Scuole superiori civiche
- Scuole superiori professionali: sono scuole che non mirano alla preparazione all'università, ma a un lavoro specifico:
  - Agricoltura
  - Economia
  - Studi sociali
- Scuole superiori autonome: spesso private, si specializzano in programmi specifici e più autonomi, a sé stanti dal programma governativo.
- Scuole speciali: dedicate ai portatori di handicap gravi.

## Istruzione superiore

### Università
Alla fine delle superiori, circa l'85% degli studenti frequenterà l'università, ma per accedervi gli studenti dovranno passare il test finale CSA (College Scholastic Ability). L'esame copre cinque materie principali: linguistica coreana, matematica, lingue straniere, studi sociali/scienze e un'ulteriore lingua straniera.
I corsi hanno frequenza obbligatoria e la partecipazione alle lezioni influisce sul voto finale; ogni corso ha circa due lezioni a settimana, per un totale di 3-4 ore settimanali. Gli esami sono svolti nella stessa settimana, durante le due sessioni annuali.

## Valutazioni
Le valutazioni degli esami e dei test si dividono in due tipologie: i cosiddetti "voto assoluto" e "voto relativo".
Il voto assoluto: è la metodologia usata in Italia, a una percentuale di risposte giuste corrisponde un determinato voto.
Il voto relativo: il voto dipende dal risultato dei compagni di corso, quelli con il punteggio più alto prenderanno A+ e gli altri andranno a scalare. 
| Lettera | Percentuale |
| ------- | ----------- |
| A+      | 95-100%     |
| A       | 90-95%      |
| B+      | 85-90%      |
| B       | 80-85%      |
| C+      | 75-80%      |
| C       | 70-75%      |
| D+      | 65-70%      |
| D       | 60-65%      |
| F       | <60%        |